# St. Marie (Montana)
St. Marie é uma Região censo-designada localizada no estado americano de Montana, no Condado de Valley.

## Demografia
Segundo o censo americano de 2000, a sua população era de 183 habitantes.

## Geografia
De acordo com o United States Census Bureau tem uma área de
59,5 km², dos quais 59,2 km² cobertos por terra e 0,3 km² cobertos por água.

## Localidades na vizinhança
O diagrama seguinte representa as localidades num raio de 56 km ao redor de St. Marie.